# Kokuta
Kokuta est un village à Pärnu, dans l'ouest de l'Estonie.